# Caio Blat
Caio Blat, né le 2 juin 1980 à São Paulo, est un acteur brésilien.

## Filmographie sélective

### Cinéma
- 2001 : À la gauche du père (Lavoura Arcaicade) de Luiz Fernando Carvalho : Lula
- 2002 : Cama de Gato d'Alexandre Stockler : Cristiano
- 2003 : Carandiru d'Hector Babenco : Deusdete
- 2005 : Quanto Vale Ou É Por Quilo? de Sergio Bianchi
- 2006 : L'Année où mes parents sont partis en vacances (O Ano em Que Meus Pais Saíram de Férias) de Cao Hamburger : Ítalo
- 2006 : Batismo de Sangue d'Helvecio Ratton : le frère Tito
- 2006 : Le Marais des bêtes (Baixio das Bestas) de Cláudio Assis : Cícero
- 2007 : Proibido proibir - Interdit d'interdire (Proibido Proibir) de Jorge Durán : Paulo

### Télévision
- 2004 : Au cœur du péché (Da Cor do Pecado) : Abelardo Sardinha
- 2006 : Sinhá Moça : Mário
- 2008 : Ciranda de Pedra : Afonso
- 2009 : India, A Love Story (Caminho das Índias) : Ravi Ananda
- 2012 : Lado a Lado : Fernando Vieira